# Zhang Buladaoriji
Zhang Buladaoriji (23 de septiembre de 1990) es un luchador chino de lucha libre. Consiguió una medalla de bronce en Campeonato Asiático de 2016. 